# Алжирская федерация футбола
Алжи́рская федера́ция футбо́ла (араб. الاتحادية الجزائرية لكرة القدم‎) — организация, осуществляющая контроль и управление футболом в Алжире. Располагается в столице государства — Алжире. АФФ основана в 1962 году, после окончания войны за независимость от Франции, вступила в ФИФА и в КАФ в 1964 году. В 2005 году стала членом-основателем УНАФ. Федерация организует деятельность и управляет национальными сборными по футболу (мужской, женской, молодёжными). Под эгидой федерации проводится чемпионат страны и многие другие соревнования.